# Гайфуллина, Рамзия Мударисовна
Рамзия Мударисовна Гайфуллина (род. 12 декабря 1938 года) — зоотехник колхоза имени А. Матросова Башкортостана, Герой Социалистического Труда.

## Биография
Рамзия Мударисовна Гайфуллина родилась 12 декабря 1938 году в селе Кандры-Кутуй Туймазинского района Республики Башкортостан.
Образование — среднее специальное, в 1977 году окончила Аксеновский сельскохозяйственный техникум.
Трудовую деятельность начала в 1954 года свинаркой колхоза имени А. Матросова.
Благодаря острому трудовому соперничеству, совершенствованию профессионального мастерства Гайфуллина ежегодно добивалась высоких производственных показателей. В 1959 г. получила от каждой свиноматки за три опороса в год приплод в количестве 42 поросят. Эти показатели были одними из лучших в республике.
В январе 1960 года за активное участие в комсомольской работе и достижение высоких производственных показателей занесена в Книгу почета ЦК ВЛКСМ.
В ознаменование 50-летия Международного женского дня, за выдающиеся достижения в труде и особо плодотворную общественную деятельность Указом Президиума Верховного Совета СССР от 7 марта 1960 г. Р. М. Гайфуллиной при
своено звание Героя Социалистического Труда.
До выхода на пенсию в 1993 г. продолжала работать в колхозе имени А. Матросова: с 1962 г. — помощником бригадира комплексной бригады, с 1971 г. — заведующей молочно-товарной фермой, с 1977 г. — зоотехником.
Бригада под руководством Гайфуллиной Рамзии Мударисовны опережала другие бригады хозяйства и района по урожайности зерновых культур, надоям молока и привесам на откорме крупного рогатого скота и свиней.
Рамзия Мударисовна была делегатом XXIII съезда КПСС. Почетный гражданин Туймазинского района РБ.
Живёт Рамзия Мударисовна в с. Кандры-Кутуй Туймазинского района РБ.

## Награды
- Герой Социалистического Труда (1960)
- Награжденами орденом Ленина (1960), «Знак Почёта» (1966), медалями.